# Nordlit
Nordlit (Wortspiel aus Nordlicht, norw. nordlys, und dem Suffix -lit für Literatur) ist eine norwegische akademische Zeitschrift, die vom Institut für Sprache und Kultur an der Fakultät für Human-, Geistes-, Sozial- und Erziehungswissenschaften der UiT – Norwegens Arktische Universität herausgegeben wird.

## Geschichte
Bei Nordlit handelt es sich um eine Zeitschrift für nordische Literatur und Kultur, für die eine internationale Redaktion verantwortlich zeichnet. Die Zeitschrift wurde im Frühjahr 1997 als Arbeitszeitschrift für die Literaturgemeinschaft an der Fakultät für Geisteswissenschaften eingerichtet. Seitdem erscheint sie regelmäßig zweimal im Jahr.
In der Regel besteht Nordlit aus einer offenen Ausgabe und einer Themenausgabe pro Jahr. In der offenen Ausgabe werden die Artikel nach Fertigstellung veröffentlicht. Die Themen, bei denen es sich um Konferenzpublikationen oder bestellte Artikel zu einem bestimmten Thema handeln kann, werden zusammen in einem Abschnitt veröffentlicht. Nordlit bietet sofortigen und offenen Zugang (»Open Access«) zu allen Inhalten; nach dem Prinzip, dass die freie Bereitstellung von Forschung für die Öffentlichkeit einen verstärkten globalen Wissensaustausch ermöglicht. Seit der Ausgabe 26 wird der Inhalt unter Creative Commons Attribution 4.0 International-Lizenz verbreitet.

## Fokus
Die Universität Tromsø ist die nördlichste Universität der Welt. Arktische und nordische Themen haben daher einen hohen Stellenwert für die Publikation. Gesellschaftspolitische Studien – etwa zu Minderheitspolitiken – treten zudem ebenso hervor wie sprachlich-kulturelle Analysen und die kritische Reflexion menschlich gezogener Grenzen. Seit Anbeginn prägt der Gedanke an »Grenzwissenschaften« (»Border Studies«) das Vokabular zahlreicher Veröffentlichungen. Unter Bezugnahme auf Homi K. Bhabha und Georg Simmel entstand in den vergangenen Jahren eine entsprechende Forschungsgruppe an der Universität Tromsø, die sich dezidiert mit »Border Poetics/Border Culture« befasst.

## Bisherige Themenausgaben
- Nummer 45 (2020): Svalbard Studies[4]
- Nummer 44 (2019): Reguläre Ausgabe 2019–2020[5]
- Nummer 43 (2019): Northern Reformations[6]
- Nummer 42 (2019): Manufacturing Monsters[7]
- Nummer 41 (2019): 100 Jahre Verdensteatret[8]
- Nummer 40 (2018): Reguläre Ausgabe 2018[9]
- Nummer 39 (2017): Russian Space—Concepts, Practices, Representations[10]
- Nummer 38 (2016): Hamsun in Tromsø VI[11]
- Nummer 37 (2015): Living the War[12]
- Nummer 36 (2015): Gerührt von Gebäuden[13]
- Nummer 35 (2015): Arctic Modernities[14]
- Nummer 34 (2015): Ibsen and World Drama[s][15]
- Nummer 33 (2014): Rara avis in Ultima Thule[16]
- Nummer 32 (2014): Narrating the High North II[17]
- Nummer 31 (2014): Border Æsthetics[18]
- Nummer 30 (2012): Medien, Kultur und Gesellschaft[19]
- Nummer 29 (2012): Narrating the High North I[20]
- Nummer 28 (2011): La Décadence ou une Esthétique de la Transgression[21]
- Nummer 27 (2011): Reguläre Ausgabe 2011[22]
- Nummer 26 (2010): Reguläre Ausgabe 2010[23]
- Nummer 25 (2009): Hamsun-Nummer[24]
- Nummer 24 (2009): The Cultural Production and Negotiation of Borders[25]
- Nummer 23 (2008): Arctic Discourses[26]
- Nummer 22 (2007): Arktische Diskurse[27]
- Nummer 21 (2007): Centre–Periphery—The Avant-Garde and the Other[28]
- Nummer 20 (2006): Reguläre Ausgabe 2006[29]
- Nummer 19 (2006): Grenzen[30]
- Nummer 18 (2005): Reguläre Ausgabe 2005[31]
- Nummer 17 (2005): In Gedenken an Øystein Rottem (1946–2004)[32]
- Nummer 16 (2004): Reguläre Ausgabe 2004[33]
- Nummer 15 (2004): Northern Minorities[34]
- Nummer 14 (2003): Reguläre Ausgabe 2003[35]
- Nummer 13 (2003): Festschrift für Nils Magne Knutsen[36]
- Nummer 12 (2002): Reguläre Ausgabe 2002[37]
- Nummer 11 (2002): Das 18. Jahrhundert und die Ursprünge der Romantik[38]
- Nummer 10 (2001): Identität[39]
- Nummer 9 (2001): Reguläre Ausgabe 2001[40]
- Nummer 8 (2000): Hamsun im Lichte Bakhtins Theorien[41]
- Nummer 7 (2000): Reguläre Ausgabe 2000[42]
- Nummer 6 (1999): Rhetoric across the Humanities[43]
- Nummer 5 (1999): Reguläre Ausgabe 1999[44]
- Nummer 4 (1998): Aspects of Gender and Russian Literature[45]
- Nummer 3 (1998): Reguläre Ausgabe 1998[46]
- Nummer 2 (1997): Europäisches Drama, 1600–1800[47]
- Nummer 1 (1997): Writing and a Sense of Place[48]

## Wissenschaftlicher Beirat
- Claes Ahlund, Professor für Literaturwissenschaft; Åbo Akademi, Finnland
- Britt Andersen, Professor für Literaturwissenschaft; Technisch-Naturwissenschaftliche Universität Norwegens, Süd-Norwegen
- Knut Ebeling, Professor für Medientheorie und Ästhetik; Kunsthochschule Berlin-Weißensee, Deutschland
- Ingvild Folkvord, Professor für deutsche Literatur; Technisch-Naturwissenschaftliche Universität Norwegens, Süd-Norwegen
- Asbjørn Grønstad, Professor für visuelle Kultur; Universität Bergen, Süd-Norwegen
- Joacim Hansson, Professor für Bibliotheks- und Informationswissenschaft; Linné-Universität, Schweden
- Atle Skaftun, Professor für Lesewissenschaft; Universität Stavanger, Süd-Norwegen
- Troy Storfjell, Professor für nordische Studien; Pacific Lutheran University, Vereinigte Staaten
- Monika Žagar, Professor Emeritus für Deutsch, Skandinavisch, Niederländisch; University of Minnesota, Vereinigte Staaten